# Gaston Roupnel
 (mai 2025).
Gaston Roupnel (Louis Gaston Félicien Roupnel), né le 23 septembre 1871 à la gare de Laissey (Doubs) et mort le 14 mai 1946 à Gevrey-Chambertin (Côte-d'Or), est un historien ruraliste et moderniste français.

## Biographie
Fils d'un père modeste employé des chemins de fer Auguste Roupnel, chef de gare à Gevrey-Chambertin, normand d'origine et d'une mère bourguignonne, il vint vivre en Bourgogne dès l'âge de six ans. Élève au lycée de Dijon de 1883 à 1891 puis à la Faculté de Dijon de 1892 à 1895 puis enfin en Sorbonne, il ne fut pas reçu à l'agrégation malgré plusieurs tentatives.
Professeur d'histoire de lycée à partir de 1896, en 1899 au lycée de Saint-Étienne, de 1900 à 1903 au lycée d'Épinal, il est chargé de cours à Douai de janvier 1903 à octobre 1904, au Prytanée militaire de La Flèche d'octobre 1904 à septembre 1908, à Grenoble et enfin à Dijon en 1910 jusqu'à sa retraite en 1938 le jour de son anniversaire, il avait soutenu sa thèse de doctorat en 1922 sur La Ville et la campagne dijonnaise au XVIIe siècle.
Professeur à l'Université de Dijon comme chargé du cours spécialement créé pour lui en 1922, il est aussi connu comme écrivain régionaliste, auteur du roman Nono en 1910, et journaliste. Il écrivit de nombreux ouvrages sur l'amour qu'il portait à sa campagne et à ses vignes. En 1910, il rata le prix Goncourt, d'une voix, pour son roman Nono, au profit de Louis Pergaud (De Goupil à Margot). Le livre eut un grand succès. Il publia ensuite Le vieux Garain, un recueil de nouvelles Hé ! Vivant, Bourgogne, Histoire de la campagne française, Histoire et Destins, Siloë, La Nouvelle Siloë et Cette Vie de Notre-Seigneur Jésus-Christ.
Deux textes, La Ville et la campagne au XVIIe siècle : Études sur les populations du pays Dijonnais (Paris, Éditions Ernest Leroux, 1922) et, plus tard, l'Histoire de la campagne française (Grasset, 1932), dédié à son père Auguste Roupnel, « En souvenir de ses pères paysans de Normandie, du Maine et de Bourgogne », lui assureront une reconnaissance durable et seront commentés par Marc Bloch, Lucien Febvre et Pierre Goubert. En revanche, Histoire et Destin (Grasset, 1943) concrétise une philosophie de l'histoire en décalage avec la construction contemporaine d'une discipline historique comme science sociale. Sa défense d'une « histoire structurale » sera appréciée par Fernand Braudel et constitue l'une des sources de sa réflexion sur la longue durée. Gaston Roupnel contribue aussi, comme le montrent les travaux de Gilles Laferté et de Philip Whalen, à nourrir le régionalisme culturel qui se développe en Bourgogne dans l'entre-deux-guerres.
Gaston Roupnel est mobilisé localement par les tenants de la Révolution nationale ; à plusieurs reprises, ses travaux sont repris et abondamment cités. La postérité de l'œuvre de Gaston Roupnel, comme celle de ses collègues, passe aussi par celle de la France des années sombres.
Il fut marié à une vigneronne de Gevrey-Chambertin, Suzanne, et fut l'ami cher entre tous de Gaston Bachelard, son collègue à la faculté de Dijon. Son fils, Louis Roupnel, se suicide à l'âge de 29 ans, le 1er octobre 1937.

## Publications

### Romans
- Nono, roman. - Paris : Plon, 1910. - A été sur la liste du Prix Goncourt 1910. Roman décrivant la vie des vignerons bourguignons.
- Le vieux Garain, roman. - Fasquelle : 1913. - Rééd. Saint-Gély-du-Fesc (34) : Culturea, 2024. - 300 p. -  (ISBN 979-10-419-5744-6). - Roman dans la veine régionaliste.. - Consultable sur Les classiques des sciences sociales.
- Hé ! Vivant !, recueil nouvelles. -  Stock, Delamain et Boutelleau, 1927.

### Essais
- Le régime féodal dans le bourg de Chatillon-sur-Seine. - Paris, 1896.
- Une guerre d'usure : la guerre de sécession. - Didier éditeur, 1915.
- La Ville et la campagne au XVIIe siècle : étude sur les populations du pays dijonnais. - Éditions Ernest Leroux, 1922. -  Thèse historique sur les dynamiques rurales et urbaines en Bourgogne.
- Siloë. - Paris : Stock, 1927. - 213 p. -  A inspiré le livre de Gaston Bachelard : L'intuition de l'instant.
- Histoire de la campagne française, essai. - Paris : Bernard Grasset, 1932. - Réédition dans la collection Terre Humaine, Librairie Plon, 1974. - Rééd. Paris: Tallandier, 2017. - 444 p. - (Collection Texto). -  (ISBN 979-10-210-2356-7). - Consultable en ligne sur Les classiques des sciences sociales. - Essai historique majeur sur l’évolution du monde rural français depuis le Néolithique.
- La Bourgogne : Types et coutumes. - Horizons de France, 1936. - Ouvrage célébrant les traditions et le terroir bourguignon.
- Histoire et destin. -  Paris : Grasset, 1943. - Rééd. Saint-Gély-du-Fesc (34) : Culturea, 2024. - 502 p. -  (ISBN 979-10-419-5701-9).Réflexion philosophique sur l’histoire, prônant une approche structurale.. - Consultable sur le site Les classiques des sciences sociales.
- La nouvelle Siloë. - Bernard Grasset, 1945. - 289 p. - Nouvelle version refondue de Siloë. Consultable en ligne sur Les classiques des sciences sociales.

## Distinctions

### Décorations
- Chevalier de la Légion d'honneur (29 janvier 1927)[2]
- Officier de l'Instruction publique

### Récompenses
- 1928 - Prix Maria Star : 5 000 F à M. Gaston Roupnel pour Siloë décerné le 31 décembre 1927 par la Société des Gens de Lettres.
- Président en 1929 la toute nouvelle Société du Folklore fondée par l'Académie de Dijon.
- Gaston Roupnel a obtenu en 1933 le prix Maujean (2 000 F) de l'Académie française pour son ouvrage Histoire de la campagne française.
- Membre résident de l'Académie des sciences, arts et belles lettres de Dijon du 10 janvier 1923 à sa mort en 1946.
- Gaston Roupnel fut membre du jury national du prix « Sully-Olivier de Serres », institué en juillet 1942 avec Colette, Henri Pourrat, Georges-Henri Rivière, Charles Silvestre, Jean Yole.
- Président du syndicat des vignerons (il dira à des journalistes : « le pire des métiers, c'est vigneron »).